# L'Europe de Rubens
 (juillet 2024).
La mise en forme du texte ne suit pas les recommandations de Wikipédia : il faut le « wikifier ».
Les points d'amélioration suivants sont les cas les plus fréquents. Le détail des points à revoir est peut-être précisé sur la page de discussion.
- Les titres sont pré-formatés par le logiciel. Ils ne sont ni en capitales, ni en gras.
- Le texte ne doit pas être écrit en capitales (les noms de famille non plus), ni en gras, ni en italique, ni en « petit »…
- Le gras n'est utilisé que pour surligner le titre de l'article dans l'introduction, une seule fois.
- L'italique est rarement utilisé : mots en langue étrangère, titres d'œuvres, noms de bateaux, etc.
- Les citations ne sont pas en italique mais en corps de texte normal. Elles sont entourées par des guillemets français : « et ».
- Les listes à puces sont à éviter, des paragraphes rédigés étant largement préférés. Les tableaux sont à réserver à la présentation de données structurées (résultats, etc.).
- Les appels de note de bas de page (petits chiffres en exposant, introduits par l'outil «  Source ») sont à placer entre la fin de phrase et le point final[comme ça].
- Les liens internes (vers d'autres articles de Wikipédia) sont à choisir avec parcimonie. Créez des liens vers des articles approfondissant le sujet. Les termes génériques sans rapport avec le sujet sont à éviter, ainsi que les répétitions de liens vers un même terme.
- Les liens externes sont à placer uniquement dans une section « Liens externes », à la fin de l'article. Ces liens sont à choisir avec parcimonie suivant les règles définies. Si un lien sert de source à l'article, son insertion dans le texte est à faire par les notes de bas de page.
- La présentation des références doit suivre les conventions bibliographiques. Il est recommandé d'utiliser les modèles {{Ouvrage}}, {{Chapitre}}, {{Article}}, {{Lien web}} et/ou {{Bibliographie}}. Le mode d'édition visuel peut mettre en forme automatiquement les références.
- Insérer une infobox (cadre d'informations à droite) n'est pas obligatoire pour parachever la mise en page.

Pour une aide détaillée, merci de consulter Aide:Wikification.
Si vous pensez que ces points ont été résolus, vous pouvez retirer ce bandeau et améliorer la mise en forme d'un autre article.
L'Europe de Rubens est une exposition temporaire du Louvre-Lens qui a lieu dans la Galerie des expositions temporaires, du 22 mai au 23 septembre 2013, succédant ainsi à l'exposition inaugurale Renaissance. L'exposition rassemble 170 œuvres autour de Pierre Paul Rubens et de ses contemporains, la majorité de celles-ci proviennent de prêts de la part d'autres musées.
L'exposition s'achève après quatre mois d'ouverture au public, ce sont ainsi 127 956 visiteurs qui y ont assisté, soit un peu plus de 20 000 de moins que l'exposition inaugurale, pourtant ouverte trois semaines de moins. Le bilan de l'exposition en termes de visiteurs est décrit comme un « succès » et « un bilan satisfaisant », bien que les critiques des journalistes comme des spécialistes soient très mitigées, voire parfois négatives, sur le contenu de celle-ci, bien qu'ils reconnaissent la qualité des œuvres exposées. L'Europe de Rubens est remplacée par Les Étrusques et la Méditerranée à partir du 5 décembre 2013.

## Description
L'Europe de Rubens prend place dans la Galerie des expositions temporaires du Louvre-Lens du 22 mai au 23 septembre 2013,,. Elle succède à l'exposition inaugurale Renaissance qui s'est déroulée du 4 décembre 2012 au 11 mars 2013, et elle précède l'exposition Les Étrusques et la Méditerranée, prévue du 4 décembre 2013 au 10 mars 2014.
L'exposition est consacrée à Pierre Paul Rubens et à ses contemporains. La préparation de cette exposition a nécessité un peu moins de deux ans de travail. Cette exposition se distingue par le fait qu'une partie des œuvres montrées proviennent de grands musées internationaux.
Le prix d'entrée à cette exposition est de neuf euros, le tarif réduit est de huit euros.

Autoportrait, par Pierre Paul Rubens, en provenance de la Rubenshuis, pièce no 86 de l'exposition.

### Mécénat
La Caisse d'Épargne Nord France Europe est « grand mécène » de l'exposition, elle est d'ailleurs « grand mécène bâtisseur » du Louvre-Lens.

### Commissariat scientifique
Le commissaire d'exposition est Blaise Ducos.

### Vernissage
Le vernissage de l'exposition a eu lieu le mardi 21 mai 2013 dans l'après-midi, devant trois-cents invités dont Daniel Percheron et Jean-Pierre Kucheida. Outre les hommes politiques, les élus locaux ainsi que les mécènes ou encore les représentants des musées partenaires et prêteurs sont présents.

### Prêteurs
À l'inverse de l'exposition Renaissance dont la très grande majorité des œuvres provenaient du musée du Louvre, la majeure partie des œuvres de L'Europe de Rubens proviennent d'autres musées, représentant, en dehors de la France, huit pays :
- Bibliothèque nationale de France, Paris, France[LLC 3]
- Fondation Custodia, Paris, France[LLC 4]
- Musée des arts décoratifs, Paris, France[LLC 5]
- Institut national d'histoire de l'art, Paris, France[LLC 6]
- Musée Bonnat-Helleu, Bayonne, France[LLC 7]
- Palais des beaux-arts, Lille, France[LLC 8]
- Musée de la Chartreuse, Douai, France[LLC 6]
- Musée de l'Histoire de France, Versailles, France[LLC 9]
- Musée des beaux-arts, Marseille, France[LLC 10]
- Wallraf-Richartz Museum, Cologne, Allemagne[LLC 11]
- Maximilianmuseum, Augsbourg, Allemagne[LLC 12]
- Bayerisches Nationalmuseum, Munich, Allemagne[LLC 12]
- Alte Pinakothek, Munich, Allemagne[LLC 13]
- Skulpturensammlung und Museum für Byzantinische Kunst, Musées d'État, Berlin, Allemagne[LLC 5]
- Gemäldegalerie, Berlin, Allemagne[LLC 13]
- Académie des beaux-arts, Vienne, Autriche[LLC 11]
- Musées royaux d'art et d'histoire, Bruxelles, Belgique[LLC 5]
- Musées royaux des beaux-arts de Belgique, Bruxelles, Belgique[LLC 14]
- Rubenshuis, Anvers, Belgique[LLC 15]
- Musée royal des beaux-arts, Anvers, Belgique[LLC 16]
- Musée Plantin-Moretus, Anvers, Belgique[LLC 17]
- Musée des beaux-arts, Gand, Belgique[LLC 6]
- Musée du Prado, Madrid, Espagne[5]
- Musée Thyssen-Bornemisza, Madrid, Espagne[LLC 9]
- Palacio de Liria, Madrid, Espagne[LLC 18]
- Patrimonio Nacional, Madrid, Espagne[LLC 19]
- Museo Nacional de Artes Decorativas, Madrid, Espagne[LLC 20]
- Metropolitan Museum of Art, New York, États-Unis[5]
- Philadelphia Museum of Art, Philadelphie, États-Unis[LLC 7]
- National Gallery of Art, Washington, États-Unis[LLC 4]
- Musée des beaux-arts, Houston, États-Unis[LLC 21]
- Musée des beaux-arts, Boston, États-Unis[LLC 5]
- J. Paul Getty Museum, Los Angeles, États-Unis[LLC 16]
- Centre d'art britannique de Yale, New Haven, États-Unis[LLC 22]
- Musée national du Bargello, Florence, Italie[LLC 12]
- Palais Pitti, Florence, Italie[LLC 23]
- Musées du Capitole, Rome, Italie[LLC 10]
- Galerie Borghèse, Rome, Italie[LLC 10]
- Musée Teyler, Haarlem, Pays-Bas[LLC 24]
- Musée Boijmans Van Beuningen, Rotterdam, Pays-Bas[LLC 14]
- Victoria and Albert Museum, Londres, Royaume-Uni[LLC 25]
- British Museum, Londres, Royaume-Uni[LLC 7]
- National Gallery, Londres, Royaume-Uni[LLC 9]
- Royal Collection, Londres, Royaume-Uni[LLC 13]
- Ashmolean Museum, Oxford, Royaume-Uni[LLC 17]

Au total, il y a cinquante-trois prêteurs, pour l'essentiel des musées, et quelques particuliers.

### Organisation de l'espace
Les œuvres sont réparties dans sept salles : L'Europe des cours (salles nos 1 et 2), Émotion religieuse et foi baroque (salle no 3), Monumentalité éphémère (salle no 4), Rubens, émulation et concurrence (salle no 5), Rubens et la république des lettres (salle no 6), et Les voies du génie (salle no 7).

L'organisation de l'espace
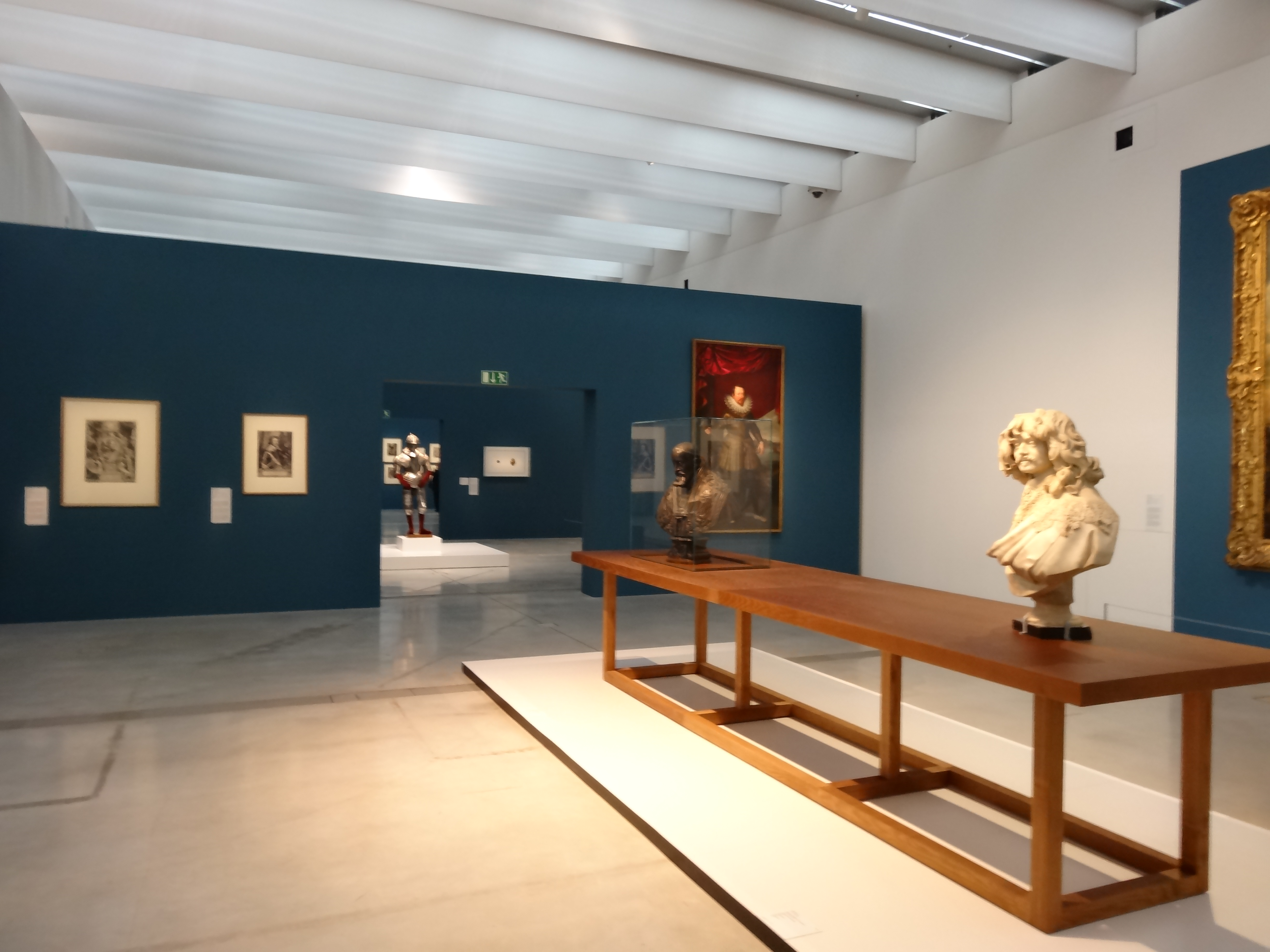
1re salle : L'Europe des cours.
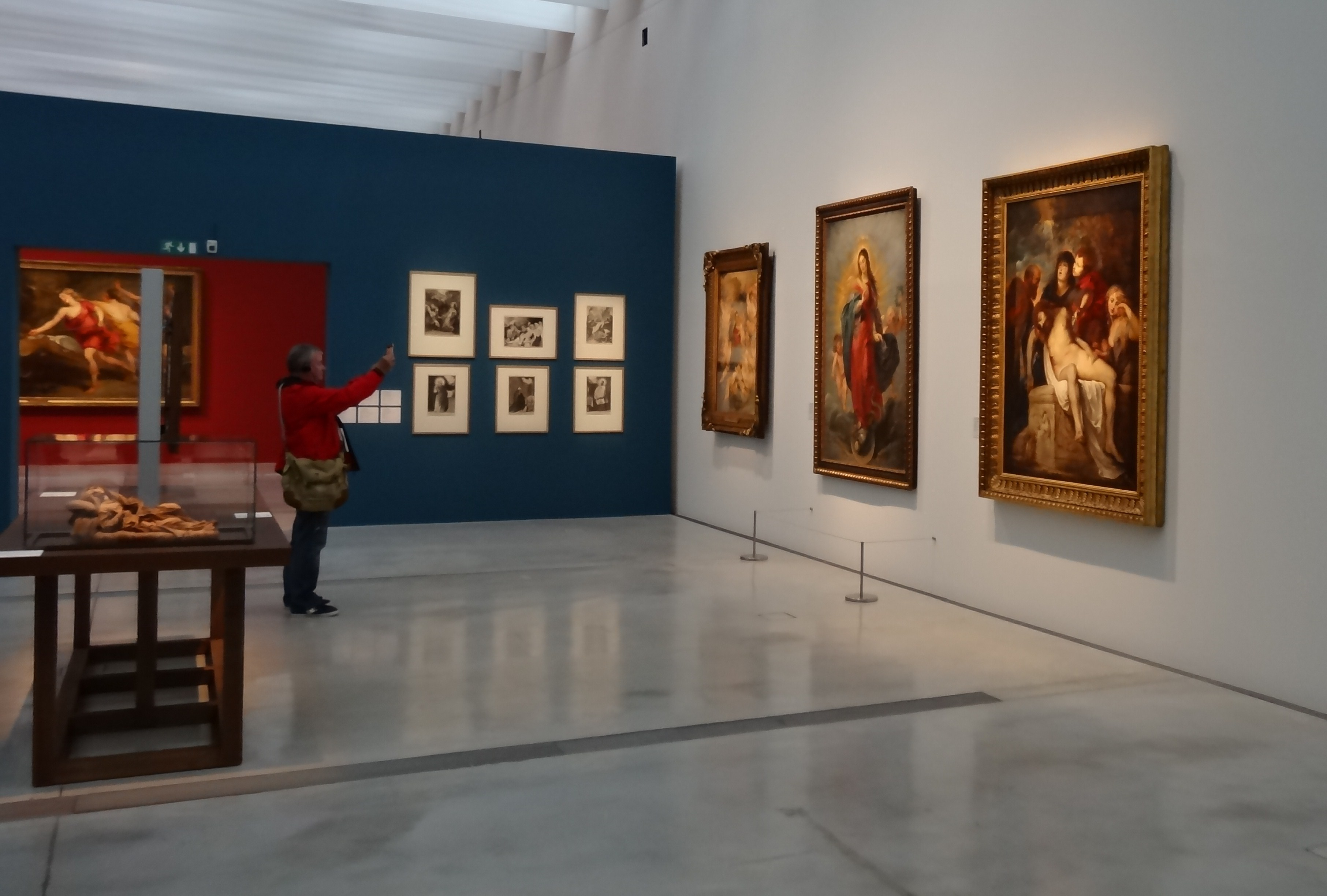
2e salle : L'Europe des cours.
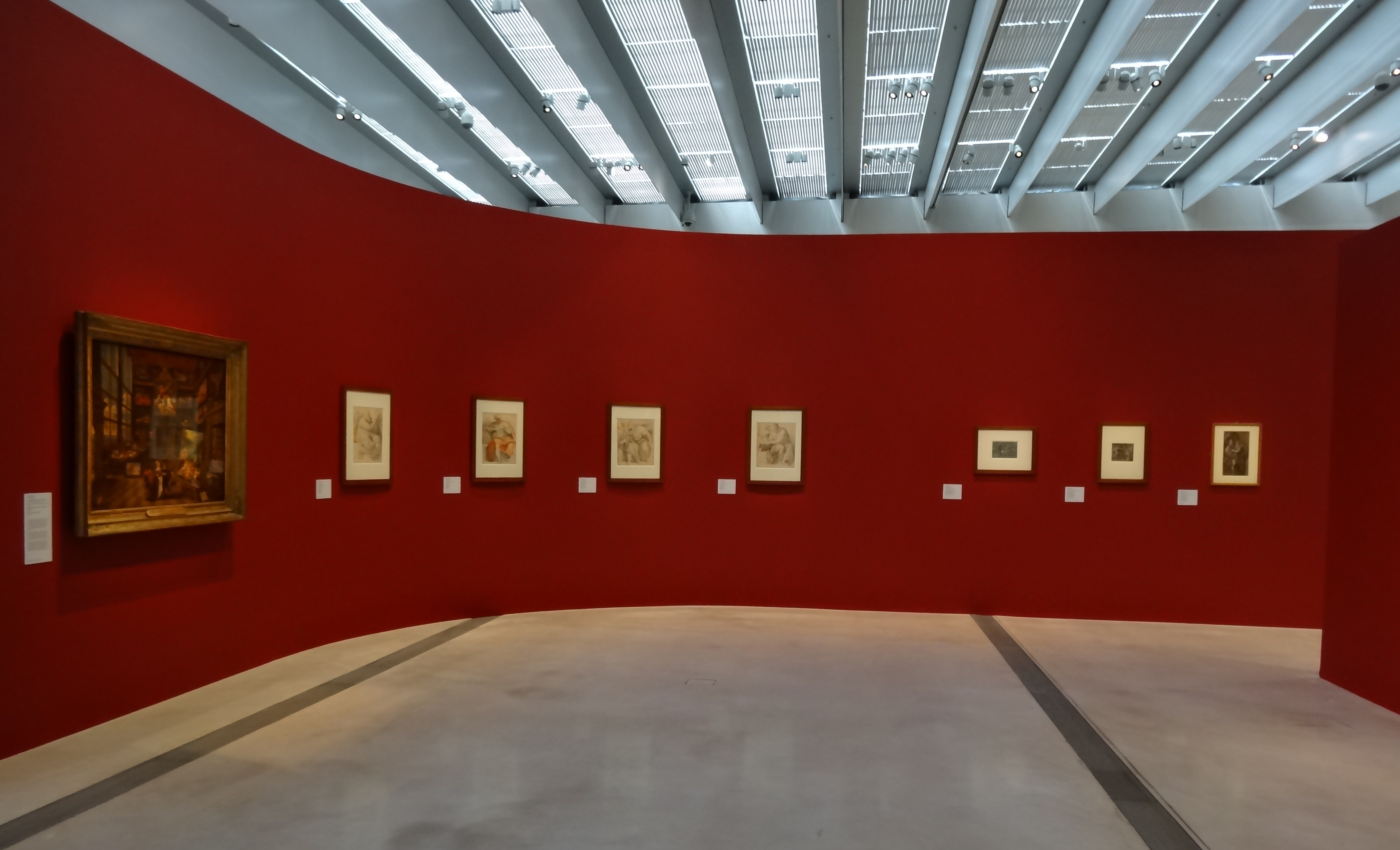
3e salle : Émotion religieuse et foi baroque.
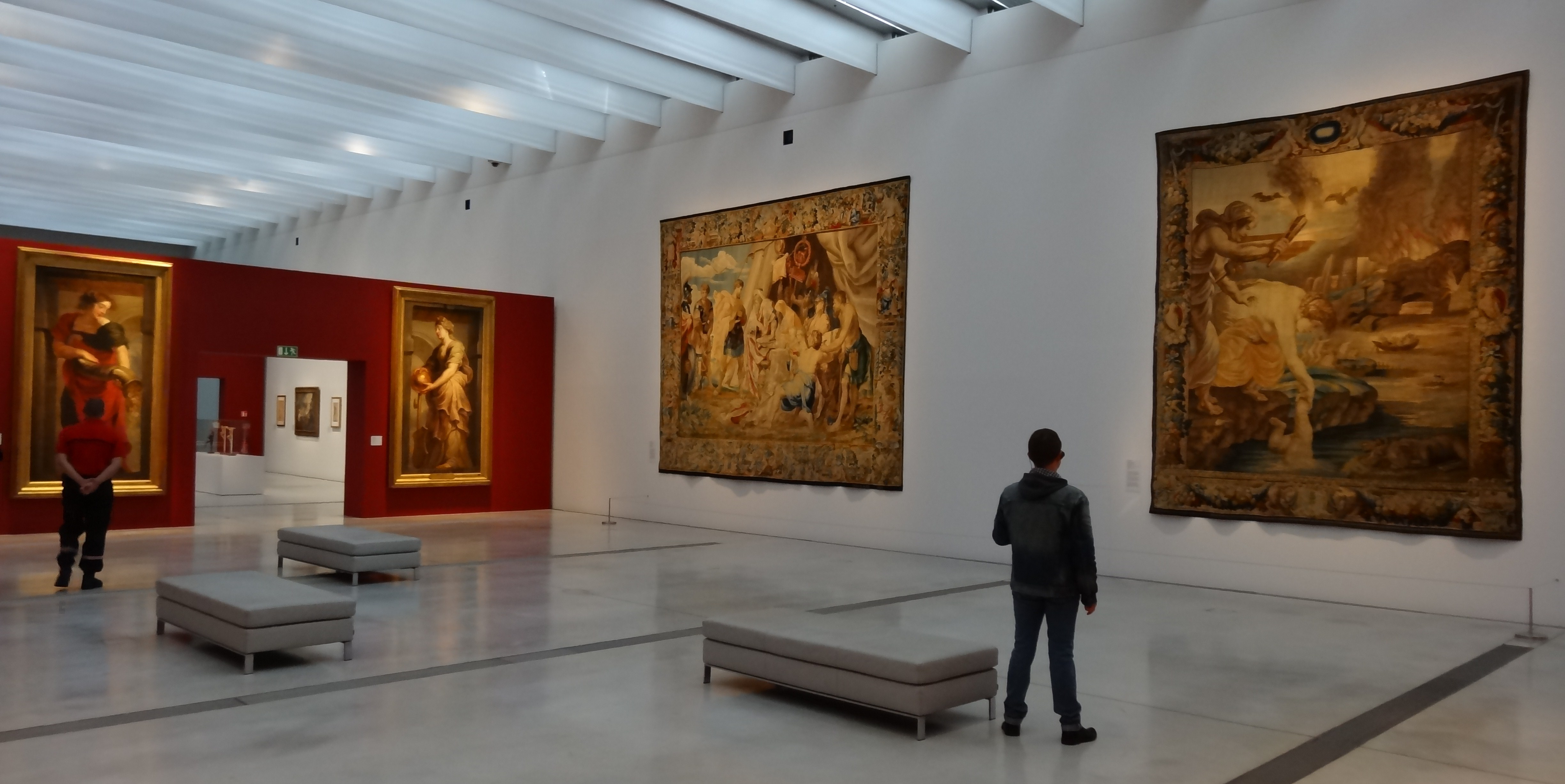
4e salle : Monumentalité éphémère.
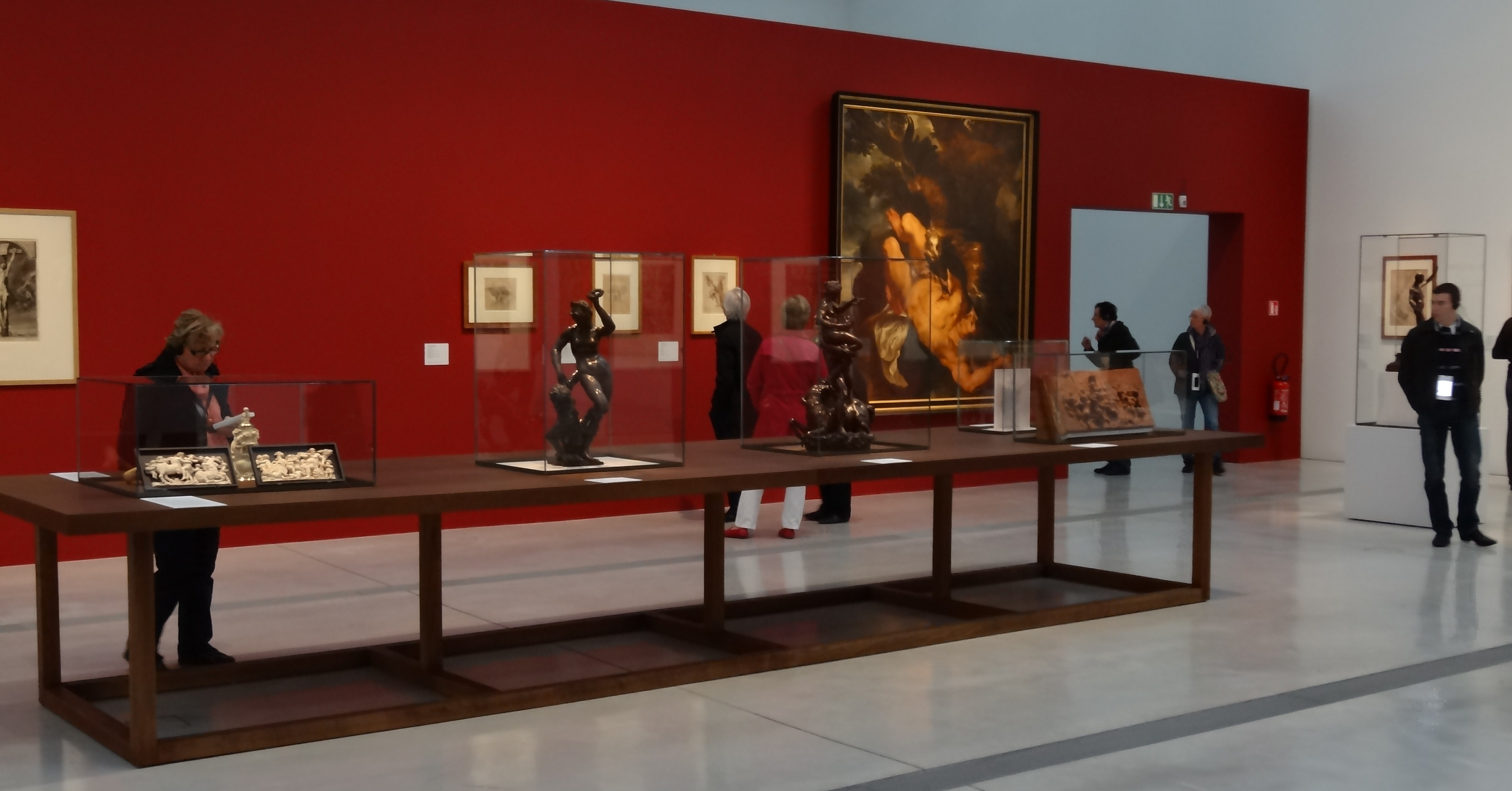
5e salle : Rubens, émulation et concurrence.
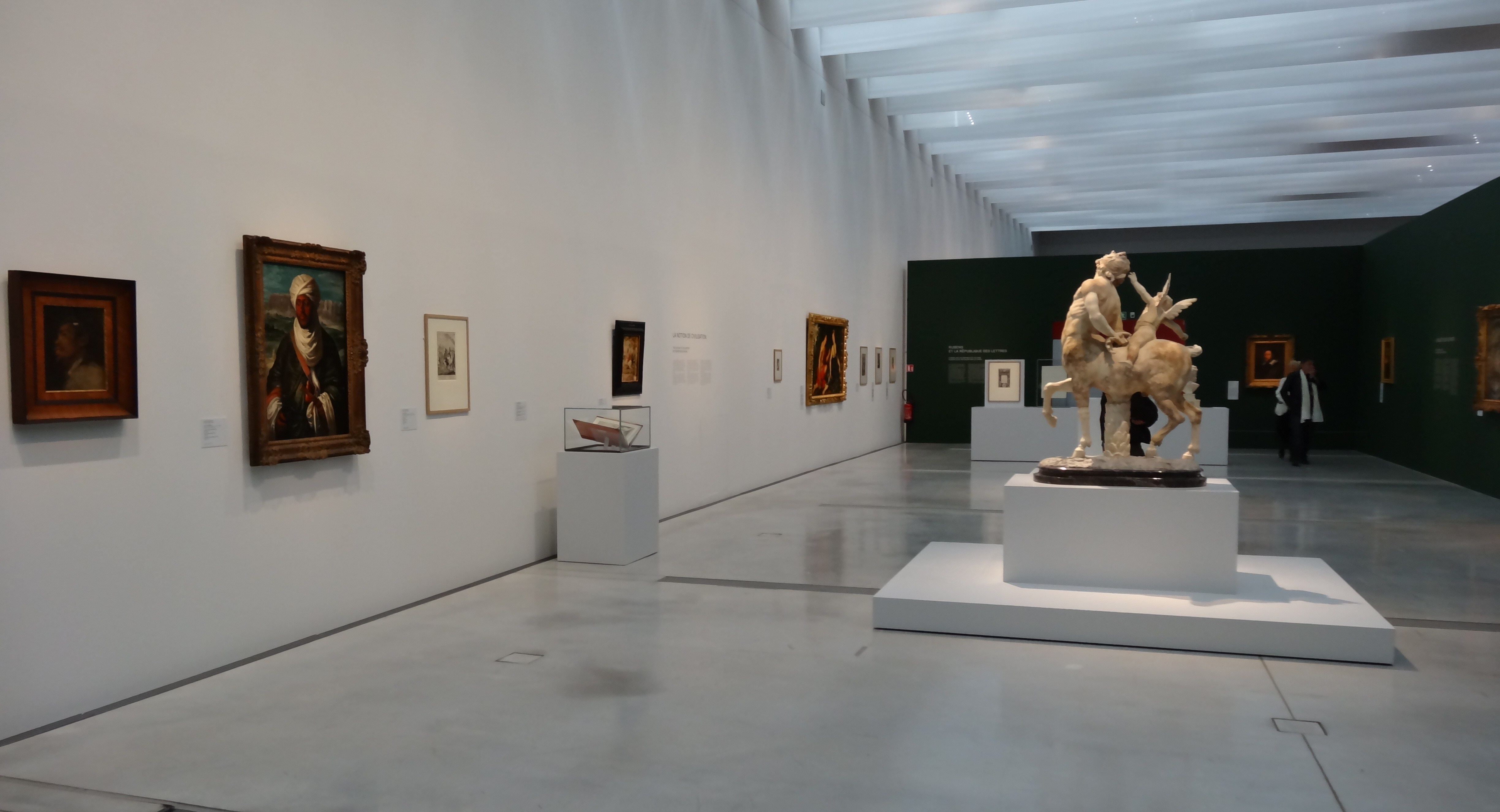
6e salle : Rubens et la république des lettres.
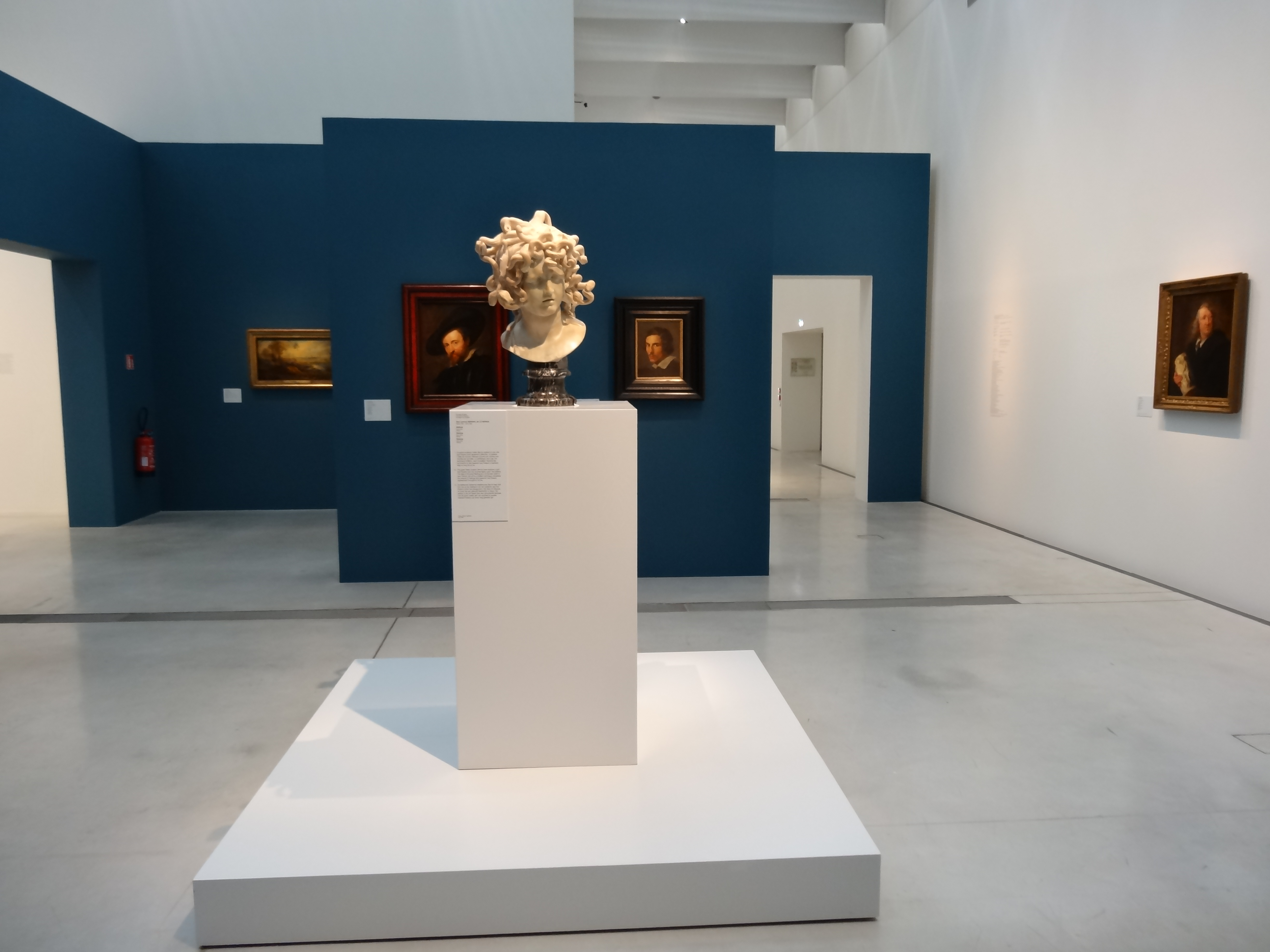
7e salle : Les voies du génie.

## Fréquentation
Les prévisions de la fréquentation de l'exposition L'Europe de Rubens n'ont pas été communiquées. L'exposition précédente, Renaissance, avait accueilli, sur trois mois et une semaine d'ouverture, un peu plus de 150 000 visiteurs.
Fin septembre, dès la fermeture de l'exposition, les chiffres de la fréquentation sont connus : en quatre mois d'ouverture, 127 956 visiteurs ont été accueillis. Par la même occasion, on y apprend que le musée a accueilli 740 000 visiteurs au 13 septembre 2013, depuis son inauguration le 4 décembre 2012, à l'occasion de la visite de la reine Mathilde de Belgique. La fréquentation de l'exposition est décrite comme « un bilan satisfaisant » et un « succès »,. La Voix du Nord précise que pour ses derniers jours, l'exposition « a vu une déferlante belge et néerlandaise fondre sur le musée ».

## Liste des œuvres
Ce sont au total 170 œuvres qui sont présentées dans cette exposition, mais pas de manière simultanée : 154 œuvres sont présentes à l'inauguration, mais seize dessins ont été remplacés par seize autres à la fin du mois de juillet.
| Illustration | No  | Titre | Artiste                                                                                        | Date                                                  | Technique/matériaux                                                                  | Dimensions                                                      | Numéro d'inventaire                | Prêteur                                                                            |
| ------------ | --- | --- | ---------------------------------------------------------------------------------------------- | ----------------------------------------------------- | ------------------------------------------------------------------------------------ | --------------------------------------------------------------- | ---------------------------------- | ---------------------------------------------------------------------------------- |
|              | 1   | Saint Louis Gonzague (« Aloysius Gonzaga »),                                                                         | Boëtius Adams Bolswert, d'après Gerard Seghers                                                 | après 1610                                            | burin                                                                                | H. 38,9 cm ; l. 25,9 cm                                         | CC-29-FOL                          | Bibliothèque nationale de France, Paris                                            |
|              | 2   | Fernando Álvarez de Toledo, le grand-duc d'Albe,                                                                     | Pierre Paul Rubens, d'après Titien                                                             | vers 1528                                             | huile sur toile                                                                      | H. 115 cm ; l. 82 cm                                            |                                    | Madrid, Palacio de Liria                                                           |
|              | 3   | Le Christ sur la croix,                                                                                              | Pierre Paul Rubens                                                                             | vers 1610-1612                                        | huile sur toile                                                                      | H. 221 cm ; l. 121 cm                                           | 313                                | Anvers, musée royal des beaux-arts                                                 |
|              | 4   | Vierge à l'Enfant entourée des saints Innocents,                                                                     | Pierre Paul Rubens                                                                             | vers 1618                                             | huile sur bois transposée sur toile                                                  | H. 138 cm ; l. 100 cm                                           | INV 1763                           | Paris, musée du Louvre, département des peintures                                  |
|              | 5   | Étude pour l'image de la « Vierge miraculeuse »,                                                                     | D'après Pierre Paul Rubens                                                                     | après 1608                                            | pierre noire et sanguine                                                             | H. 44,9 cm ; l. 34,6 cm                                         | INV 22010                          | Paris, musée du Louvre, département des Arts graphiques                            |
|              | 6   | Thétis plongeant Achille dans le Styx,                                                                               | Bruxelles, atelier de Frans Raes, d'après Pierre Paul Rubens                                   | 1649-1653 (pour la scène centrale)                    | laine et soie                                                                        | H. 423 cm ; l. 362 cm                                           | 2107                               | Bruxelles, musées royaux d'art et d'histoire                                       |
|              | 7   | Les Pères de l'Église,                                                                                               | Cornelius Galle l'Ancien, d'après Pierre Paul Rubens                                           | vers 1630, avant 1642                                 | eau-forte et burin                                                                   | H. 36,5 cm ; l. 46,8 cm                                         | CC-29-FOL                          | Paris, Bibliothèque nationale de France                                            |
|              | 8   | Le Martyre de saint Laurent,                                                                                         | Lucas Vosterman                                                                                | 1621                                                  | burin                                                                                | H. 39,2 cm ; l. 27,4 cm                                         | EC-73(D)-FOL                       | Paris, Bibliothèque nationale de France                                            |
|              | 9   | Saint François recevant les stigmates,                                                                               | Antoine van Dyck                                                                               | vers 1616-1619                                        | pierre noire, encre brune et lavis                                                   | H. 51,8 cm ; l. 35,2 cm                                         | INV 20312                          | Paris, musée du Louvre, département des Arts graphiques                            |
|              | 10  | Le Pape Grégoire XV Ludovisi,                                                                                        | Gian Lorenzo Bernini                                                                           | 1622                                                  | bronze                                                                               | H. 78 cm                                                        | MJAP S 861                         | Paris, Musée Jacquemart-André                                                      |
|              | 11  | Sénèque, | Anonyme                                                                                        | XVIIe siècle                                          | marbre                                                                               | H. 70 cm ; l. 33 cm ; pr. 23 cm                                 | cat. E144                          | Madrid, musée du Prado                                                             |
|              | 12  | Nicolas Claude Fabri de Peiresc,                                                                                     | Attribué à Louis Finson                                                                        | daté 1637                                             | huile sur toile                                                                      | H. 61 cm ; l. 51 cm                                             | MV 4194                            | Versailles, musée de l'Histoire de France                                          |
|              | 13  | Philippe Rubens, | Cornelis Galle, d'après Pierre Paul Rubens                                                     | vers 1615                                             | burin                                                                                | H. 20,9 cm ; l. 13,4 cm                                         | CC-27-FOL                          | Paris, Bibliothèque nationale de France                                            |
|              | 14  | Frontispice de l'œuvre philosophique de Sénèque, dans l'édition de Juste Lipse,                                      | D'après Pierre Paul Rubens                                                                     | 1632                                                  | burin                                                                                | H. 31,5 cm ; l. 19,3 cm                                         | CC-31-FOL                          | Paris, Bibliothèque nationale de France                                            |
|              | 15  | Le « Vase Rubens (en) » (vase antique à tête de satyre),                                                             | Paulus Pontius                                                                                 | vers 1640-1652                                        | burin                                                                                | H. 20,6 cm ; l. 32,1 cm                                         | CC-32-FOL (t. IV)                  | Paris, Bibliothèque nationale de France                                            |
|              | 16  | Marie de Médicis, | Frans Pourbus le Jeune                                                                         | 1610                                                  | huile sur toile                                                                      | H. 312 cm ; l. 185,5 cm                                         | INV 1710                           | Paris, musée du Louvre, département des peintures                                  |
|              | 17  | Francisco de Sandoval y Rojas, duc de Lerme, à cheval,                                                               | Pierre Paul Rubens                                                                             | 1603                                                  | pierre noire, plume, lavis brun et encre brune                                       | H. 30 cm ; l. 21 cm                                             | INV 20185                          | Paris, musée du Louvre, département des Arts graphiques                            |
|              | 18  | L'infante Isabelle Claire Eugénie de Habsbourg en habit de clarisse,                                                 | Antoine van Dyck                                                                               | après 1628                                            | huile sur toile                                                                      | H. 117 cm ; l. 102 cm                                           | INV 1239                           | Paris, musée du Louvre, département des Peintures                                  |
|              | 19  | Paysage à l'oiseleur avec pleine lune,                                                                               | Pierre Paul Rubens                                                                             | 1635-1640                                             | huile sur bois                                                                       | H. 45,5 cm ; l. 84,5 cm                                         | INV 1800                           | Paris, musée du Louvre, département des peintures                                  |
|              | 20  | La Femme au miroir,                                                                                                  | Titien                                                                                         | vers 1515                                             | huile sur toile                                                                      | H. 99 cm ; l. 76 cm                                             | INV 755                            | Paris, musée du Louvre, département des peintures                                  |
|              | 21  | Vénus et l'Amour tenant un miroir,                                                                                   | Pierre Paul Rubens, d'après Titien                                                             | vers 1515 (?)                                         | huile sur toile                                                                      | H. 137 cm ; l. 111 cm                                           | 1957.5(350)                        | Madrid, musée Thyssen-Bornemisza                                                   |
|              | 23  | Sénèque mourant, | Alexander II Voet, d'après Pierre Paul Rubens                                                  | vers 1650                                             | burin                                                                                | H. 40,9 cm ; l. 27,6 cm                                         | CC-30-FOL (t. IV, Allégories)      | Paris, Bibliothèque nationale de France                                            |
|              | 24  | Saint Ignace de Loyola,                                                                                              | Schelte à Bolswert                                                                             | vers 1622-1633                                        | burin                                                                                | H. 39,9 cm ; l. 26 cm                                           | CC-29-FOL                          | Paris, Bibliothèque nationale de France                                            |
|              | 25  | Paysage au gibet, | Pierre Paul Rubens                                                                             | après 1635                                            | huile sur bois                                                                       | H. 17 cm ; l. 22,5 cm                                           | Kat. Nr. 1948                      | Berlin, musées d'État, Gemäldegalerie                                              |
|              | 26  | Le Grand Camée de France (Gemma Tiberiana), « L'Apothéose de Germanicus »,                                           | Atelier romain actif sous l'empereur Tibère                                                    | vers 23 av. J.-C.                                     | pierre décorative (sardoine à cinq couches)                                          | H. 31 cm ; l. 26,5 cm                                           | CAMEE 264                          | Paris, Bibliothèque nationale de France                                            |
|              | 27  | Gaspar de Guzmán, comte-duc d'Olivares,                                                                              | Paulus Pontius                                                                                 | vers 1626                                             | burin                                                                                | H. 61,3 cm ; l. 44,2 cm                                         | EC-77(D,1-2)-FOL                   | Paris, Bibliothèque nationale de France                                            |
|              | 28  | Devise de Pantin-Moretus, « Labore et Constantia »,                                                                  | Cornelis Galle, d'après Pierre Paul Rubens                                                     | vers 1630-1637                                        | burin                                                                                | H. 11,2 cm ; l. 15 cm                                           | CC-31-FOL                          | Paris, Bibliothèque nationale de France                                            |
|              | 29  | Saint Sébastien secouru par les anges,                                                                               | Pierre Paul Rubens (?)                                                                         | après 1604                                            | huile sur toile                                                                      | H. 120 cm ; l. 100 cm                                           |                                    | Anvers, Rubenshuis (prêt à long terme de la collection Schoeppler, Allemagne)      |
|              | 30  | L'Immaculée Conception,                                                                                              | Pierre Paul Rubens                                                                             | vers 1628-1629                                        | huile sur toile                                                                      | H. 198 cm ; l. 124 cm                                           | Cat. P1627                         | Madrid, musée du Prado                                                             |
|              | 31  | Le Grand Portement de croix,                                                                                         | Paulus Pontius                                                                                 | 1632                                                  | matrice en cuivre gravée au burin                                                    | H. 62 cm ; l. 46.5 cm                                           | Réserve Pl380                      | Paris, Bibliothèque nationale de France                                            |
|              | 32  | Le Grand Portement de croix,                                                                                         | Paulus Pontius                                                                                 | 1632                                                  | burin                                                                                | H. 61,2 cm ; l. 46,2 cm                                         | CC-34(G)-FT4                       | Paris, Bibliothèque nationale de France                                            |
|              | 33  | L'archiduc Albert de Habsbourg,                                                                                      | Frans Pourbus le Jeune                                                                         | 1599-1600                                             | huile sur toile                                                                      | H. 226 cm ; l. 131 cm                                           | 61221                              | Madrid, Patrimonio Nacional, monastère des Déchaussées royales                     |
|              | 34  | Vincent Gonzague, duc de Mantoue,                                                                                    | Frans Pourbus le Jeune                                                                         | vers 1600-1601                                        | huile sur toile                                                                      | H. 202 cm ; l. 112 cm                                           |                                    | Rome, collection particulière                                                      |
|              | 35  | Fragment de cortège,                                                                                                 | D'après Jules Romain, retouché par Pierre Paul Rubens                                          | retouché vers 1620                                    | plume et encre, lavis brun, et rehauts, retouché au lavis brun                       | H. 31,4 cm ; l. 22 cm                                           | INV 3744                           | Paris, musée du Louvre, département des Arts graphiques                            |
|              | 37  | L'Arc de triomphe de la Monnaie, face postérieure,                                                                   | Pierre Paul Rubens                                                                             | 1634                                                  | huile sur bois                                                                       | H. 104 cm ; l. 73 cm                                            | 317                                | Anvers, musée royal des beaux-arts                                                 |
|              | 38  | Louis XIII en costume de deuil,                                                                                      | Frans Pourbus le Jeune                                                                         | 1611                                                  | huile sur toile                                                                      | H. 190 cm ; l. 90 cm                                            | inv. 1890                          | Florence, palais Pitti, Galerie Palatine                                           |
|              | 39  | Le Roi Henri IV et la reine Marie de Médicis,                                                                        | Guillaume Dupré                                                                                | 1601                                                  | bronze doré et fonte                                                                 | diam. 6,1 cm                                                    | OA 784                             | Paris, musée du Louvre, département des objets d'art                               |
|              | 40  | Armure du roi Philippe IV d'Espagne,                                                                                 | Monogrammiste MP, flamand (?)                                                                  | avant 1624                                            | acier, or, argent et cuivre                                                          | H. 170 cm                                                       | inv. A.394 - A.401                 | Madrid, Patrimonio Nacional, Real Armería                                          |
|              | 41  | Le Pape Clément VIII Aldobrandini,                                                                                   | Ateliers médicéens, sur un projet de Jacopo Ligozzi                                            | 1600-1601                                             | marbre, lapis-lazuli, nacre, calcaire, calcite et pierre noire                       | H. 101,7 cm ; l. 75,2 cm                                        | 92.SE.67                           | Los Angeles, J. Paul Getty Museum                                                  |
|              | 42  | Constantin Huygens,                                                                                                  | Paulus Pontius, d'après Antoine van Dyck                                                       | 1632-1642                                             | burin                                                                                | H. 25,1 cm ; l. 17,7 cm                                         | EC-77(D, 1-2). FOL                 | Paris, Bibliothèque nationale de France                                            |
|              | 42  | Plat orfévré avec des scènes de la vie de Cléopâtre,                                                                 | Artiste flamand actif en Italie (?), d'après une esquisse de Bernardo Strozzi                  | 1620-1625                                             | argent massif                                                                        | diam. 75,6 cm                                                   | 85.DG.81                           | Los Angeles, J. Paul Getty Museum                                                  |
|              | 43  | Poire à poudre : Vénus au bain et l'Amour endormi                                                                    | Anonyme français                                                                               | seconde moitié du XVIe siècle                         | bois de cerf                                                                         | H. 18,7 cm ; l. 14,6 cm ; ép. 4,5 cm                            | OA 2778                            | Paris, musée du Louvre, département des objets d'art                               |
|              | 44  | Philippe IV, | Gaspar de Crayer                                                                               | vers 1627-1628                                        | huile sur toile                                                                      | H. 198 cm ; l. 118 cm                                           | 45.128.14                          | New York, Metropolitan Museum of Art                                               |
|              | 45  | Decius Mus consulte l'oracle,                                                                                        | Bruxelles, atelier de Jan II Raeș, d'après Pierre Paul Rubens                                  | 1616-1643 (pour la scène centrale)                    | laine et soie                                                                        | H. 404 cm ; l. 512 cm                                           | RH.W.145                           | Anvers, Rubenshuis                                                                 |
|              | 46  | La Libéralité du roi,                                                                                                | Jan van den Hoecke, d'après Pierre Paul Rubens                                                 | 1635                                                  | huile sur toile                                                                      | H. 284 cm ; l. 145 cm                                           | P 86                               | Lille, palais des beaux-arts                                                       |
|              | 47  | La Providence du roi,                                                                                                | Jan van den Hoecke, d'après Pierre Paul Rubens                                                 | 1635                                                  | huile sur toile                                                                      | H. 284 cm ; l. 145 cm                                           | P 88                               | Lille, palais des beaux-arts                                                       |
|              | 48  | Thomas Baker (1606-1658),                                                                                            | Gian Lorenzo Bernini                                                                           | vers 1638                                             | marbre                                                                               | H. 82,5 cm                                                      | A,63:1,2-1921                      | Londres, Victoria and Albert Museum                                                |
|              | 49  | La Sagesse victorieuse de la guerre et de la discorde sous le gouvernement de Jacques 1er d'Angleterre,              | Pierre Paul Rubens                                                                             | vers 1632-1633                                        | huile sur bois                                                                       | H. 70,5 cm ; l. 85,3 cm                                         | inv. 3283                          | Bruxelles, musées royaux des beaux-arts                                            |
|              | 50  | La Piété et la Victoire tenant une couronne,                                                                         | Pierre Paul Rubens                                                                             | vers 1632-1633                                        | huile sur bois                                                                       | H. 41,5 cm ; l. 49 cm                                           | MI 969                             | Paris, musée du Louvre, département des peintures                                  |
|              | 51  | Philippe III d'Espagne,                                                                                              | Juan Pantoja de la Cruz                                                                        | 1608                                                  | huile sur toile                                                                      | H. 204 cm ; l. 102 cm                                           | RF 3817 D 84-1-1                   | Paris, musée du Louvre, département des Peintures, en dépôt à Castres, musée Goya  |
|              | 52  | Pectoral en forme d'aigle bicéphale,                                                                                 | inconnu                                                                                        | vers 1630                                             | or, émail, diamant et pierres                                                        | H. 18 cm ; l. 12 cm                                             | CE18699                            | Madrid, Museo Nacional de Artes Decorativas                                        |
|              | 53  | Les Licteurs et les musiciens du triomphe de Scipion,                                                                | D'après Jules Romain, retouché par Pierre Paul Rubens                                          | XVIe siècle, retouches vers 1615-1620 (?)             | huile, plume, encre et lavis bruns, rehauts de blanc                                 | H. 41,4 cm ; l. 57 cm                                           | INV 20250                          | Paris, musée du Louvre, département des Arts graphiques                            |
|              | 54  | Guirlande de fruits et de fleurs animée d'oiseaux et d'amours,                                                       | D'après Raphaël                                                                                | XVIe siècle, retouches avant 1618                     | encre et lavis bruns, pierre noire et rehauts de blanc                               | H. 23,3 cm ; l. 32,1 cm                                         | INV 20293                          | Paris, musée du Louvre, département des Arts graphiques                            |
|              | 55  | Frédéric Henri de Nassau, prince d'Orange,                                                                           | Paulus Pontius                                                                                 | après 1632                                            | burin                                                                                | H. 48,3 cm ; l. 33,5 cm                                         | EC-77(D,1-2)-FOL                   | Paris, Bibliothèque nationale de France                                            |
|              | 56  | Le Cardinal-infant Ferdinand de Habsbourg, à cheval,                                                                 | Antony van der Does                                                                            | après 1634                                            | burin                                                                                | H. 48 cm ; l. 32 cm                                             | CC-32-FOL. (t. IV)                 | Paris, Bibliothèque nationale de France                                            |
|              | 57  | Marie de Médicis, reine de France,                                                                                   | Frans Pourbus le Jeune                                                                         | 1617                                                  | huile sur toile                                                                      | H. 215 cm ; l. 115 cm                                           | Cat. P1624                         | Madrid, Musée du Prado                                                             |
|              | 58  | Charles Ier d'Angleterre, « Le roi à la chasse »,                                                                    | Antoine van Dyck                                                                               | avant 1638                                            | huile sur toile                                                                      | H. 266 cm ; l. 207 cm                                           | INV 1236                           | Paris, musée du Louvre, département des Peintures                                  |
|              | 59  | Diane chasseresse avec ses nymphes,                                                                                  | Pierre Paul Rubens et (?) peintre animalier (Paul de Vos)                                      | 1636-1639                                             | huile sur toile                                                                      | H. 183 cm ; l. 386 cm                                           |                                    | Espagne, collection particulière                                                   |
|              | 60  | Portrait de Sénèque d'après l'antique (« le Pseudo-Sénèque »),                                                       | Lucas Vosterman                                                                                | vers 1638                                             | burin                                                                                | H. 29 cm ; l. 20 cm                                             | Réserve CC 34 J (boîte in-folio 2) | Paris, Bibliothèque nationale de France                                            |
|              | 61  | Thomas Howard, comte d'Arundel,                                                                                      | Pierre Paul Rubens                                                                             | 1629-1630                                             | huile sur toile                                                                      | H. cm ; l. cm                                                   | NG2968                             | Londres, National Gallery                                                          |
|              | 62  | Gaspar Gevartius, | Paulus Pontius, d'après Pierre Paul Rubens                                                     | après 1629-1631                                       | burin                                                                                | H. 31,6 cm ; l. 21,9 cm                                         | CC-32-FOL (t. IV)                  | Paris, Bibliothèque nationale de France                                            |
|              | 63  | L'Avènement du prince, tiré de la Pompa Introitus Ferdinandi,                                                        | Theodoor van Thulden                                                                           | 1535-1641                                             | burin                                                                                | H. 54,3 cm ; l. 61,8 cm                                         | CC-33-FOL                          | Paris, Bibliothèque nationale de France                                            |
|              | 64  | Arc de tromphe de Philippe, face principale, tiré de la Pompa Introitus Fernandi,                                    | Theodoor van Thulden                                                                           | 1642                                                  | eau-forte et burin                                                                   | H. 55,4 cm ; l. 35,9 cm                                         | Pd-38-fol / CC-33-FOL              | Paris, Bibliothèque nationale de France                                            |
|              | 65  | Le Massacre des Innocents,                                                                                           | D'après Pierre Paul Rubens                                                                     | après 1611-1612                                       | huile sur toile                                                                      | H. 162,5 cm ; l. 232 cm                                         | inv. 3639                          | Bruxelles, musées royaux des beaux-arts                                            |
|              | 66  | Jupiter et Antiope,                                                                                                  | Willem Panneels, d'après Pierre Paul Rubens                                                    | vers 1631                                             | eau-forte                                                                            | H. 16,5 cm ; l. 11,5 cm                                         | CC-30-FOL (t. IV, Allégories)      | Paris, Bibliothèque nationale de France                                            |
|              | 67  | Portrait d'Ahmed III al-Hafsi,                                                                                       | Pierre Paul Rubens, d'après Jan Cornelisz Vermeyen                                             | vers 1613-1614                                        | huile sur bois                                                                       | H. 99,7 cm ; l. 71,5 cm                                         | 40.2                               | Boston, musée des beaux-arts                                                       |
|              | 68  | Tête d'un jeune Maure,                                                                                               | Gaspard de Crayer                                                                              | vers 1637                                             | huile sur toile                                                                      | H. 37 cm ; l. 31 cm                                             | 1914 DF                            | Gand, Musée des beaux-arts                                                         |
|              | 69  | L'Annonciation, | Schelte à Bolswert, d'après Pierre Paul Rubens                                                 | après 1620                                            | burin                                                                                | H. 46 cm ; l. 33,5 cm                                           | CC-27-FOL                          | Paris, Bibliothèque nationale de France                                            |
|              | 70  | Saint François Xavier,                                                                                               | Schelte à Bolswert                                                                             | vers 1622-1633                                        | burin                                                                                | H. 39,6 cm ; l. 25,8 cm                                         | CC-29-FOL                          | Paris, Bibliothèque nationale de France                                            |
|              | 71  | Thèse sous l'égide d'Urbain VIII Barberini,                                                                          | Paulus Pontius, d'après Abraham van Diepenbeeck, d'après Pierre Paul Rubens                    | 1636                                                  | burin                                                                                | H. 44,8 cm ; l. 60,5 cm                                         | CC 34 (I)-FT                       | Paris, Bibliothèque nationale de France                                            |
|              | 73  | Un homme menant un cheval,                                                                                           | D'après Polidoro da Caravaggio, retouché par Pierre Paul Rubens                                | XVIe siècle, retouches vers 1630                      | plume, lavis brun et rehauts de blanc                                                | H. 42,7 cm ; l. 23,5 cm                                         | 1895-0915-653                      | Londres, British Museum                                                            |
|              | 74  | Méduse, | Gian Lorenzo Bernini                                                                           | 1644-1648                                             | marbre de Carrare                                                                    | H. 68 cm                                                        | MC 1166                            | Rome, musées du Capitole                                                           |
|              | 75  | Façade de l'église SS. Ambrogio e Andrea à Gênes, extraite du livre Palazzi di Genova,                               | Pierre Paul Rubens                                                                             | 1622                                                  | burin                                                                                | H. 36 cm ; l. 28,5 cm                                           | V-2085                             | Paris, Bibliothèque nationale de France                                            |
|              | 76  | Gemma Tiberiana, « L'Apothéose de Germanicus »,                                                                      | Pierre Paul Rubens                                                                             | 1622                                                  | plume, encre et lavis bruns, rehauts de blanc                                        | H. 32,7 cm ; l. 27 cm                                           | PK.OT.00109                        | Anvers, musée Plantin-Moretus                                                      |
|              | 77  | Gemma Tiberiana, « L'Apothéose de Germanicus »,                                                                      | Attribué à Paulus Pontius                                                                      | 1622-1623                                             | burin                                                                                | H. 33,4 cm ; l. 28,4 cm                                         | CC-30-FOL (t. IV, Allégorie)       | Paris, Bibliothèque nationale de France                                            |
|              | 78  | Gemma Tiberiana, « L'Apothéose de Germanicus »,                                                                      | Pierre Paul Rubens                                                                             | 1625-1626                                             | huile sur toile                                                                      | H. 100 cm ; l. 82,6 cm                                          | WA1989.74                          | Oxford, Ashmolean Museum                                                           |
|              | 79  | Agrippine et Germanicus,                                                                                             | Pierre Paul Rubens                                                                             | vers 1614                                             | huile sur bois                                                                       | H. 66,4 cm ; l. 57 cm                                           | 1963.8.1                           | Washington, National Gallery of Art, Andrew Mellon Fund                            |
|              | 80  | Intérieur d'une galerie de tableaux et d'objets d'art,                                                               | Cornelis de Baellieur I et Hans Jordaens III                                                   | 1637                                                  | huile sur bois                                                                       | H. 93,5 cm ; l. 123 cm                                          | MI 699                             | Paris, musée du Louvre, département des peintures                                  |
|              | 81  | Jeune femme tenant un rosaire,                                                                                       | Pierre Paul Rubens                                                                             | vers 1609-1610                                        | huile sur bois                                                                       | H. 107 cm ; l. 76,7 cm                                          | 1979,64(352)                       | Madrid, Musée Thyssen-Bornemisza                                                   |
|              | 82  | Étude de cavaliers en trois figures,                                                                                 | Atelier de Pierre Paul Rubens                                                                  | vers 1610-1615                                        | huile sur bois                                                                       | H. 36 cm ; l. 67,5 cm                                           | RCIN 404806                        | Londres, Royal Collection                                                          |
|              | 83  | Le roi Philippe IV d'Espagne, à cheval,                                                                              | Attribué à Pietro Tacca                                                                        | vers 1615-1620                                        | bronze                                                                               | H. 62,3 cm ; l. 27 cm ; pr. 50 cm ; 58,8 kg                     | N° E00444                          | Madrid, Musée du Prado                                                             |
|              | 84  | Anne d'Autriche, reine de France,                                                                                    | Pierre Paul Rubens                                                                             | vers 1622                                             | huile sur toile                                                                      | H. 129 cm ; l. 106 cm                                           | P01689                             | Madrid, musée du Prado                                                             |
|              | 85  | Hélène Fourment, la deuxième femme de l'artiste, et leurs enfants, Clara Joanna (née en 1632) et Frans (né en 1633), | Pierre Paul Rubens                                                                             | vers 1636                                             | huile sur bois                                                                       | H. 115 cm ; l. 85 cm                                            | INV 1795                           | Paris, musée du Louvre, département des peintures                                  |
|              | 86  | Autoportrait, | Pierre Paul Rubens                                                                             | vers 1628-1630                                        | huile sur bois                                                                       | H. 61,5 cm ; l. 45 cm                                           | RH.S.180                           | Anvers, Rubenshuis                                                                 |
|              | 87  | Autoportrait, | Gian Lorenzo Bernini                                                                           | vers 1623                                             | huile sur toile                                                                      | H. 39 cm ; l. 31 cm                                             | 554                                | Rome, Galerie Borghèse                                                             |
|              | 88  | Nicolas Trigault en costume chinois,                                                                                 | Pierre Paul Rubens                                                                             | 1617                                                  | craie noire, sanguine, encre brune et rehauts de blanc                               | H. 44,8 cm ; l. 24,8 cm                                         | 1999.222                           | New York, Metropolitan Museum of Art                                               |
|              | 89  | Nicolas Trigault, | Atelier de Pierre Paul Rubens                                                                  | vers 1617                                             | huile sur toile                                                                      | H. 220 cm ; l. 136 cm                                           | 27                                 | Douai, musée de la Chartreuse                                                      |
|              | 90  | Le Père Spira, | Atelier de Pierre Paul Rubens                                                                  | vers 1617                                             | huile sur toile                                                                      | H. 220 cm ; l. 136 cm                                           | 28                                 | Douai, musée de la Chartreuse                                                      |
|              | 91  | La Bataille d'Issus,                                                                                                 | Jan Brueghel l'Ancien                                                                          | 1602                                                  | huile sur bois                                                                       | H. 86,5 cm ; l. 135,5 cm                                        | INV 1094                           | Paris, musée du Louvre, département des peintures                                  |
|              | 92  | Le Massacre des Innocents,                                                                                           | Paulus Pontius                                                                                 | 1643                                                  | burin                                                                                | H. 62 cm ; l. 91,7 cm                                           | AA-5 PONTIUS                       | Paris, Bibliothèque nationale de France                                            |
|              | 93  | La Danse des amours autour de Pan,                                                                                   | Lucas Faydherbe                                                                                | vers 1630-1640                                        | terre cuite                                                                          | H. 33 cm ; l. 69 cm                                             | R.001                              | Bruxelles, musées royaux d'art et d'histoire                                       |
|              | 94  | Judith décaptant Holopherne (« La Grande Judith »),                                                                  | Cornelius Galle l'Ancien                                                                       | 1610-1620                                             | burin                                                                                | H. 54,5 cm ; l. 37,8 cm                                         | Réserve CC-34 (J) FT 4             | Paris, Bibliothèque nationale de France                                            |
|              | 95  | Étude d'arbres, | Pierre Paul Rubens                                                                             | vers 1614-1616                                        | pierre noire, plume et encre brune                                                   | H. 58,2 cm ; l. 48,9 cm                                         | INV 20212                          | Paris, musée du Louvre, département des Arts graphiques                            |
|              | 96  | L'Éducation de Marie,                                                                                                | Pierre Paul Rubens                                                                             | 1630-1635                                             | huile sur toile                                                                      | H. 193 cm ; l. 139 cm                                           | 306                                | Anvers, musée royal des beaux-arts                                                 |
|              | 97  | Antoon Van Dyck, | Pierre Paul Rubens                                                                             | vers 1627-1628                                        | huile sur bois                                                                       | H. 64,9 cm ; l. 49,9 cm                                         | RCIN 404429                        | Londres, Royal Collection                                                          |
|              | 98  | La Cène, | Pieter Claesz, d'après Léonard de Vinci, interprété par Pierre Paul Rubens et Antoine van Dyck | après 1618                                            | eau-forte                                                                            | H. 31,4 cm ; l. 99,4 cm                                         | CC-34(G)-FT 4                      | Paris, Bibliothèque nationale de France                                            |
|              | 99  | La Sybille de Cumes,                                                                                                 | Pierre Paul Rubens, d'après Michel-Ange                                                        | 1601-1602                                             | sanguine, plume et encre brune                                                       | H. 45,4 cm ; l. 39,4 cm                                         | INV 20226                          | Paris, musée du Louvre, département des Arts graphiques                            |
|              | 100 | La Paix embrassant l'Abondance,                                                                                      | Pierre Paul Rubens                                                                             | vers 1632-1633                                        | huile sur bois                                                                       | H. 62,5 cm ; l. 47 cm                                           | B1977.14.70                        | New Haven, Centre d'art britannique de Yale, Paul Mellon Collection                |
|              | 101 | L'Angleterre et l'Écosse avec Minerve et l'Amour,                                                                    | Pierre Paul Rubens                                                                             | vers 1632-1633                                        | huile sur bois                                                                       | H. 64,3 cm ; l. 49,1 cm                                         | 2516                               | Rotterdam, musée Boijmans Van Beuningen                                            |
|              | 102 | La Sybille libyque,                                                                                                  | Pierre Paul Rubens, d'après Michel-Ange                                                        | 1601-1602                                             | pierre noire et sanguine                                                             | H. 52,5 cm ; l. 33,6 cm                                         | INV 20227                          | Paris, musée du Louvre, département des Arts graphiques                            |
|              | 103 | Le Prophète Joël, | Pierre Paul Rubens                                                                             | 1601-1602                                             | pierre noire et sanguine                                                             | H. 47 cm ; l. 37 cm                                             | INV 20230                          | Paris, musée du Louvre, département des Arts graphiques                            |
|              | 104 | Le Prophète Zacharie,                                                                                                | Pierre Paul Rubens, d'après Michel-Ange                                                        | 1601-1602                                             | pierre noire et sanguine                                                             | H. 45 cm ; l. 33 cm                                             | INV 20229                          | Paris, musée du Louvre, département des Arts graphiques                            |
|              | 105 | Le Prophète Ézéchiel,                                                                                                | Pierre Paul Rubens, d'après Michel-Ange                                                        | 1601-1602                                             | pierre noire et sanguine                                                             | H. 46 cm ; l. 38 cm                                             | INV 20231                          | Paris, musée du Louvre, département des Arts graphiques                            |
|              | 106 | Le Prophète Daniel,                                                                                                  | Pierre Paul Rubens, d'après Michel-Ange                                                        | 1601-1602                                             | pierre noire et sanguine                                                             | H. 45 cm ; l. 34,5 cm                                           | INV 20233                          | Paris, musée du Louvre, département des Arts graphiques                            |
|              | 107 | Le Centaure chevauché par l'Amour,                                                                                   | Œuvre romaine d'époque impériale, d'après une statue grecque                                   | Ier – IIe siècle apr. J.-C.                           | marbre                                                                               | H. 147 cm ; l. 107 cm ; pr. 52 cm                               | MR 122 / MA 562                    | Paris, musée du Louvre, département des Antiquités grecques, étrusques et romaines |
|              | 108 | Le Centaure chevauché par l'Amour (tiré du livre Petrus Paulus Rubens delineavit),                                   | Paulus Pontius                                                                                 | après 1640                                            | burin                                                                                | H. 32,5 cm ; l. 31,9 cm                                         | cote Fol Est 52                    | Paris, Institut national d'histoire de l'art, collections Jacques Doucet           |
|              | 109 | Le Centaure Chiron et son élève,                                                                                     | Pierre Paul Rubens                                                                             | 1630-1632                                             | huile sur bois                                                                       | H. 43 cm ; l. 36,5 cm                                           | 1760a                              | Rotterdam, musée Boijmans Van Beuningen                                            |
|              | 110 | Prométhée supplicié,                                                                                                 | Pierre Paul Rubens et Frans Snyders                                                            | 1611-1612, achevé en 1618                             | huile sur toile                                                                      | H. 242,6 cm ; l. 209,5 cm                                       | W1950-3-1                          | Philadelphie, Philadelphia Museum of Art                                           |
|              | 111 | Étude d'homme nu renversé,                                                                                           | Pierre Paul Rubens                                                                             | vers 1610-1611                                        | pierre noire et rehauts de blanc                                                     | H. 42,3 cm ; l. 54,8 cm                                         | INV 20207                          | Paris, musée du Louvre, département des Arts graphiques                            |
|              | 112 | Le Supplice d'Haman,                                                                                                 | Pierre Paul Rubens, d'après Michel-Ange                                                        | 1600-1603                                             | huile, plume, encre brune et lavis brun                                              | H. 42 cm ; l. 21,4 cm                                           | INV 20267                          | Paris, musée du Louvre, département des Arts graphiques                            |
|              | 113 | Trois études d'écorchés,                                                                                             | Pierre Paul Rubens                                                                             | après 1640                                            | plume et encre brune                                                                 | H. 27,5 cm ; l. 18,6 cm                                         | 1995.75                            | New York, Metropolitan Museum of Art                                               |
|              | 114 | Trois études d'écorchés,                                                                                             | Paulus Pontius                                                                                 | après 1640                                            | burin                                                                                | H. 33 cm ; l. 21,8 cm                                           | SNR - 3 PONTIUS                    | Paris, Bibliothèque nationale de France                                            |
|              | 115 | Écorchés, | Paul Pontius                                                                                   | après 1640                                            | burin                                                                                | H. 33 cm ; l. 21,8 cm                                           | SNR - 3 PONTIUS                    | Paris, Bibliothèque nationale de France                                            |
|              | 116 | Écorché, | Paul Pontius, d'après Pierre Paul Rubens                                                       | après 1640                                            | burin                                                                                | H. 33 cm ; l. 21,8 cm                                           | SNR - 3 PONTIUS                    | Paris, Bibliothèque nationale de France                                            |
|              | 117 | Écorché, | Paul Pontius, d'après Pierre Paul Rubens                                                       | après 1640                                            | burin                                                                                | H. 33 cm ; l. 21,8 cm                                           | SNR - 3 PONTIUS                    | Paris, Bibliothèque nationale de France                                            |
|              | 118 | Écorché, | Paul Pontius, d'après Pierre Paul Rubens                                                       | après 1640                                            | burin                                                                                | H. 33 cm ; l. 21,8 cm                                           | SNR - 3 PONTIUS                    | Paris, Bibliothèque nationale de France                                            |
|              | 119 | Écorchés, | Paulus Pontius                                                                                 | après 1640                                            | burin                                                                                | H. 33 cm ; l. 21,8 cm                                           | SNR - 3 PONTIUS                    | Paris, Bibliothèque nationale de France                                            |
|              | 120 | Études du visage humain mis en proportions,                                                                          | Paulus Pontius                                                                                 | après 1640                                            | burin                                                                                | H. 24 cm ; l. 34,6 cm                                           | SNR - 3 PONTIUS                    | Paris, Bibliothèque nationale de France                                            |
|              | 121 | La Chute de Phaéton,                                                                                                 | Pierre Paul Rubens                                                                             | vers 1604-1605, retravaillé en 1606-1608              | huile sur toile                                                                      | H. 98,4 cm ; l. 131,2 cm                                        | 1990.1.1                           | Washington, National Gallery of Art                                                |
|              | 122 | Un aigle, | Frans Snyders                                                                                  | vers 1610                                             | dessin plume et encre brune                                                          | H. 28 cm ; l. 20,2 cm                                           | 1946.0713.176                      | Londres, British Museum                                                            |
|              | 123 | L'Enlèvement de Ganymède,                                                                                            | Attribué à Giulio Clovio, d'après Michel-Ange, retouché par Pierre Paul Rubens                 | 1608-1610 (?)                                         | contre-épreuve à la pierre noire retouchée à la plume et à l'encre, rehauts de blanc | H. 28,5 cm ; l. 24,2 cm                                         | CMNI 3.147                         | Bayonne, musée Bonnat-Helleu                                                       |
|              | 124 | Ganymède enlevé par Jupiter,                                                                                         | Giulio Clovio                                                                                  | vers 1540                                             | pierre noire et estompe                                                              | H. 222 cm ; l. 237 cm                                           | INV 734                            | Paris, musée du Louvre, département des Arts graphiques                            |
|              | 125 | Léda et le cygne, | Cornelis Bos                                                                                   | 1530-1550                                             | burin                                                                                | H. 30,2 cm ; l. 40,1 cm                                         | 1874.0808.332                      | Londres, British Museum                                                            |
|              | 126 | Léda et le cygne, | Pierre Paul Rubens                                                                             | avant 1600                                            | huile sur bois                                                                       | H. 64,5 cm ; l. 80,5 cm                                         |                                    | Collection Stephen Mazoh (dépôt au musée des beaux-arts, Houston)                  |
|              | 127 | Le Prophète Jérémie,                                                                                                 | Pierre Paul Rubens, d'après Michel-Ange                                                        | 1601-1602                                             | pierre noire et sanguine                                                             | H. 48 cm ; l. 30,5 cm                                           | INV 20232                          | Paris, musée du Louvre, département des Arts graphiques                            |
|              | 128 | La Nuit, | Pierre Paul Rubens, d'après Michel-Ange                                                        | vers 1600-1603                                        | Pierre noire et rehauts de gouache                                                   | H. 36 cm ; l. 49,5 cm dont H. 24,5 ; l. 35 cm (partie centrale) | 5251                               | Paris, Fondation Custodia, collection Frits Lugt                                   |
|              | 129 | Vertumne et Pomone,                                                                                                  | Pierre Paul Rubens, Frans Snyders et (?) Jan Wildens                                           | vers 1617-1619                                        | huile sur toile                                                                      | H. 120 cm ; l. 200 cm                                           |                                    | Madrid, collection particulière                                                    |
|              | 130 | Écorché (Lo scorticato),                                                                                             | Giovanni Battista Foggini                                                                      | fonte en bronze de 1678 sur un modèle en cire de 1598 | fonte en bronze                                                                      | H. 60 cm                                                        | inv. 29 B                          | Florence, musée national du Bargello                                               |
|              | 131 | Écorché, | Anonyme italien, dans le style de Willem Danielsz van Tetrode                                  | XVIe siècle (?)                                       | bronze                                                                               | H. 47,5 cm                                                      | PE 665                             | Paris, musée des arts décoratifs                                                   |
|              | 132 | Étude anatomique de deux personnages masculins,                                                                      | Lodovico Cigoli                                                                                | vers 1600 (?)                                         | crayon noir, plume et bistre                                                         | H. 47,5 cm ; l. 35 cm                                           | inv 9000 F                         | Florence, Gabinetto Disegni e Stampe degli Uffizi                                  |
|              | 133 | Études anatomiques de bras, mains et jambes,                                                                         | Michel-Ange                                                                                    | 1513-1545                                             | sanguine, plume et encre brune                                                       | H. 28,2 cm ; l. 21,1 cm                                         | A 028                              | Haarlem, musée Teylers                                                             |
|              | 134 | Squelette debout, | Ludovico Cigoli                                                                                | vers 1600 (?)                                         | pierre noire et rehauts de blanc, annotation à la plume et à l'encre brune           | H. 43 cm ; l. 25,8 cm                                           | INV 908                            | Paris, musée du Louvre, département des Arts graphiques                            |
|              | 135 | Squelette debout, de face,                                                                                           | Ludovico Cigoli                                                                                | vers 1600 (?)                                         | pierre noire et rehauts de blanc, annotation à la plume et à l'encre brune           | H. 41,8 cm ; l. 24,6 cm                                         | INV 909 verso                      | Paris, musée du Louvre, département des Arts graphiques                            |
|              | 136 | La Bataille d'Anghiari (La lutte pour l'étendard),                                                                   | D'après Léonard de Vinci, retouché par Pierre Paul Rubens                                      | retouché entre 1612-1615                              | Pierre noire, retouché à la plume et à l'encre, rehauts de blanc                     | H. 45,3 cm ; l. 63,6 cm                                         | INV 20271                          | Paris, musée du Louvre, département des Arts graphiques                            |
|              | 137 | La Pêche miraculeuse,                                                                                                | Pieter Southland                                                                               | après 1610                                            | burin                                                                                | H. 24,8 cm ; l. 32,7 cm                                         | CC-31-FOL                          | Paris, Bibliothèque nationale de France                                            |
|              | 138 | La Pêche miraculeuse,                                                                                                | Pierre Paul Rubens                                                                             | vers 1610                                             | huile sur bois                                                                       | H. 39,7 cm ; l. 48,2 cm                                         | Dep.317                            | Cologne, Wallraf-Richartz Museum et Fondation Corboud                              |
|              | 139 | Hercule, Déjanire, et le centaure Nessus,                                                                            | Adrien de Vries                                                                                | 1603-1608                                             | bronze                                                                               | H. 82 cm                                                        | OA 5424                            | Paris, musée du Louvre, département des objets d'art                               |
|              | 140 | Allégorie de l'Empire triomphant de l'Avarice,                                                                       | Adrien de Vries                                                                                | 1610                                                  | bronze                                                                               | H. 77,3 cm                                                      | 1942.9.148                         | Washington, National Gallery of Art                                                |
|              | 141 | Hercule, | Lucas Faydherbe                                                                                | 1640-1650                                             | terre cuite                                                                          | H. 80 cm ; l. 68 cm ; pr. 28 cm                                 | A.17.1933                          | Londres, Victoria and Albert museum                                                |
|              | 142 | Saint Sébastien, | Georg Petel                                                                                    | vers 1630                                             | ivoire                                                                               | H. 29,6 cm                                                      | R 4600                             | Munich, Bayerisches Nationalmuseum                                                 |
|              | 143 | Amours défendant une nymphe contre deux centaures,                                                                   | Gérard van Opstal                                                                              | milieu de XVIIe siècle                                | ivoire                                                                               | H. 14,6 cm ; l. 31 cm ; ép. 2,3 cm                              | MR 362                             | Paris, musée du Louvre, département des objets d'art                               |
|              | 144 | L'Ivresse de Silène,                                                                                                 | Gérard van Opstal                                                                              | milieu de XVIIe siècle                                | ivoire                                                                               | H. 13,5 cm ; l. 30,8 cm ; ép. 2 cm                              | CL 20814                           | Paris, musée du Louvre, département des objets d'art                               |
|              | 145 | Choppe décorée d'une baccanale,                                                                                      | Georg Petel                                                                                    | 1630                                                  | ivoire, monture vermeil                                                              | H. 28,2 cm                                                      | Inv. Nr. 10433                     | Augsbourg, Maximilianmuseum                                                        |
|              | 146 | Le Bon Larron, | Georg Petel                                                                                    | vers 1525-1526                                        | bronze ciselé et doré                                                                | H. 29 cm                                                        | 8396                               | Berlin, Musées d'État, Skulpturensammlung und Museum für Byzantinische Kunst       |
|              | 147 | Le Mauvais Larron,                                                                                                   | Georg Petel                                                                                    | vers 1625-1626                                        | bronze ciselé et doré                                                                | H. 28,5 cm                                                      | 8397                               | Berlin, Musées d'État, Skulpturensammlung und Museum für Byzantinische Kunst       |
|              | 148 | Les Trois Grâces, | Georg Petel                                                                                    | vers 1620                                             | bronze ciselé et doré                                                                | H. 30,5 cm                                                      | 1976.842                           | Boston, musée des beaux-arts, don de John Goelet en l'honneur de Hanns Swarzenski  |
|              | 149 | Le Christ flagellé,                                                                                                  | Mattheus Borrekens, d'après Érasme II Quellin, d'après Pierre Paul Rubens                      | 1651                                                  | burin                                                                                | H. 103,5 cm ; l. 42,2 cm                                        | CC-34(G)-FT 4                      | Paris, Bibliothèque nationale de France                                            |
|              | 150 | Le Baptême du Christ,                                                                                                | Pierre Paul Rubens                                                                             | vers 1604-1605                                        | pierre noire et rehauts colorés                                                      | H. 47,7 cm ; l. 76.6 cm                                         | INV 20187                          | Paris, musée du Louvre, département des Arts graphiques                            |
|              | 151 | La Bienheureuse Ludovica Albertoni,                                                                                  | D'après Gian Lorenzo Bernini                                                                   | après 1674                                            | terre cuite                                                                          | H. 21 cm ; l. 50 cm ; pr. 19 cm                                 | RF 2454                            | Paris, musée du Louvre, département des sculptures                                 |
|              | 152 | La Vision de sainte Thérèse d'Avila,                                                                                 | Peter van Schuppen, d'après Pierre Paul Rubens                                                 | 1651-1655                                             | burin                                                                                | H. 32 cm ; l. 20,3 cm                                           | CC-29-FOL                          | Paris, Bibliothèque nationale de France                                            |
|              | 153 | La Vision de sainte Thérèse d'Avila,                                                                                 | Pierre Paul Rubens                                                                             | vers 1613-1614                                        | huile sur bois                                                                       | H. 62,5 cm ; l. 90,5 cm                                         | VdV71                              | Rotterdam, musée Boijmans Van Beuningen                                            |
|              | 154 | Christ en croix, | Paul Pontius                                                                                   | 1631                                                  | burin                                                                                | H. 60,4 cm ; l. 38,6 cm                                         | EC-77(D, 1-2)-FOL                  | Paris, Bibliothèque nationale de France                                            |
|              | 155 | La Lamentation sur le corps du Christ mort,                                                                          | Pierre Paul Rubens                                                                             | vers 1601-1606                                        | huile sur toile                                                                      | H. 180 cm ; l. 137 cm                                           | 411                                | Rome, Galerie Borghèse                                                             |
|              | 156 | Gérard Van Opstal,                                                                                                   | Lucas Franchoys le Jeune                                                                       | avant 1668                                            | huile sur toile                                                                      | H. 67,3 cm ; l. 56,5 cm                                         | MV 8930                            | Versailles, musée de l'Histoire de France                                          |
|              | 157 | Georg Petel, | Antoine van Dyck                                                                               | vers 1628                                             | huile sur toile                                                                      | H. 73,3 cm ; l. 57,7 cm                                         | Inv. Nr. 406                       | Munich, Alte Pinakothek                                                            |
|              | 158 | Un homme nu, les jambes croisées, portant un casque (un esclave ?),                                                  | Élève de Michel-Ange (Pietro Urbano ?)                                                         |                                                       | plume et encre brune, traces de stylet                                               | H. 32,7 cm ; l. 13,2 cm                                         | INV 699                            | Paris, musée du Louvre, département des Arts graphiques                            |
|              | 159 | Esclave debout, vers la droite,                                                                                      | Élève de Michel-Ange (Pietro Urbano ?)                                                         |                                                       | sanguine                                                                             | H. 34,9 cm ; l. 14,9 cm                                         | INV 844                            | Paris, musée du Louvre, département des Arts graphiques                            |
|              | 160 | Le Torse du Belvédère,                                                                                               | Hendrik Goltzius                                                                               | vers 1590-1591                                        | sanguine                                                                             | H. 25,5 cm ; l. 16,6 cm                                         | N 031                              | Haarlem, musée Teyler                                                              |
|              | 161 | Le Torse du Belvédère,                                                                                               | Pierre Paul Rubens                                                                             | 1601-1602                                             | craie noire et mine de plomb                                                         | H. 37,5 cm ; l. 27 cm                                           | RH.S.109                           | Anvers, Rubenshuis                                                                 |
|              | ### | La Lamentation sur le corps du Christ mort                                                                           | Peter Claesz. Southman, d'après Pierre Paul Rubens                                             | après 1616                                            | burin, eau-forte et pointe sèche                                                     | H. 31 cm ; l. 39 cm                                             | CC-28-FOL                          | Paris, Bibliothèque nationale de France                                            |
|              | ### | La Continence de Scipion                                                                                             | D'après Polidoro da Caravaggio, retouché par Pierre Paul Rubens                                | XVIe siècle, retouches vers 1620                      | plume, encre brune, lavis et rehauts de blanc                                        | H. 17,3 cm ; l. 20,1 cm                                         | INV 20249                          | Paris, musée du Louvre, département des Arts graphiques                            |
|              | ### | Apollon tuant les enfants de Niobé                                                                                   | D'après Polidoro da Caravaggio, retouché par Pierre Paul Rubens                                | XVIe siècle, retouches vers 1630                      | encre brune, pierre noire, plume et rehauts de blanc                                 | H. 16,3 cm ; l. 23,9                                            | INV 20246                          | Paris, musée du Louvre, département des Arts graphiques                            |
|              | ### | Histoire de Niobé : groupe de figures avec un prêtre                                                                 | D'après Polidoro da Caravaggio, retouché par Pierre Paul Rubens                                | XVIe siècle, retouches vers 1620                      | encre et lavis bruns, rehauts de blanc                                               | H. 16,5 cm ; l. 24,2 cm                                         | INV 20245                          | Paris, musée du Louvre, département des Arts graphiques                            |
|              | ### | Vénus au miroir | Willem Panneels                                                                                | 1631                                                  | burin                                                                                | H. 17,1 cm ; l. 9,9 cm                                          | CC-30-FOL (t. V)                   | Paris, Bibliothèque nationale de France                                            |
|              | ### | La Bataille d'Anghiari (La lutte pour l'étendard)                                                                    | Attribué à Pierre Paul Rubens, d'après Léonard de Vinci                                        | première moitié du XVIIe siècle                       | huile sur toile                                                                      | H. 82,5 cm ; l. 117 cm                                          | Inv. Nr. 246                       | Vienne, Académie des beaux-arts                                                    |
|              | ### | Cavaliers orientaux                                                                                                  | Pieter Southman, d'après Pierre Paul Rubens, d'après Adam Elsheimer                            | après 1630                                            | burin et eau-forte                                                                   | H. 32,5 cm ; l. 22,3 cm                                         | CC-30-FOL (t. IV, Allégories)      | Paris, Bibliothèque nationale de France                                            |
|              | ### | Tête de femme (Suzanne Fourment ?)                                                                                   | Atelier de Pierre Paul Rubens                                                                  | vers 1630                                             | huile sur toile                                                                      | H. 42 cm ; l. 34 cm                                             | BA 383                             | Marseille, Musée des beaux-arts                                                    |
| 1.           |     | |                                                                                                |                                                       |                                                                                      |                                                                 |                                    |                                                                                    |

## Œuvres non présentées
Trois œuvres n'ont pas été exposées.
| Illustration | No | Titre                                 | Artiste                                                     | Date                            | Technique/matériaux                                                          | Dimensions              | Numéro d'inventaire | Prêteur                                                 |  |
| ------------ | -- | ------------------------------------- | ----------------------------------------------------------- | ------------------------------- | ---------------------------------------------------------------------------- | ----------------------- | ------------------- | ------------------------------------------------------- |  |
|              | 22 | La Chasse aux lions,                  | Atelier de Pierre Paul Rubens, retouché par Rubens          | 1620-1630                       | pierre noire, lavis brun et gris, gouache blanche, préparé pour le transfert | H. 40 cm ; l. 58,4 cm   | INV 20305           | Paris, musée du Louvre, département des Arts graphiques |  |
|              | 36 | Fragment de cortège,                  | D'après Jules Romain, retouché par Pierre Paul Rubens       | retouché vers 1620              | plume et encre, lavis brun, rehauts                                          | H. 30,1 cm ; l. 87,3 cm | INV 3756            | Paris, musée du Louvre, département des Arts graphiques |  |
|              | 72 | Combat de cavaliers et de fantassins, | D'après Raphaël et atelier, retouché par Pierre Paul Rubens | retouché durant les années 1620 | pierre noire, plume et encre, retouché au lavis, rehauts                     | H. 33 cm ; l. 58,3 cm   | INV 20375           | Paris, musée du Louvre, département des Arts graphiques |  |
|              |    |                                       |                                                             |                                 |                                                                              |                         |                     |                                                         |  |

## Réactions et critiques
Daniel Percheron et Xavier Dectot décrivent l'exposition comme « exceptionnelle et originale », le 21 mai, jour de son vernissage. Ce même jour, Xavier Dectot indique que les prêts des musées des huit autres pays ont contribué à « placer le Louvre-Lens sur la carte du monde des grands musées internationaux ». Il déclare également « Nous espérons que cette exposition saura enthousiasmer les visiteurs autant qu'elle nous a enthousiasmés, nous ».
À l'inverse, plusieurs organes de presse émettent des critiques vis-à-vis de l'exposition. Didier Rykner, sur La Tribune de l'art regrette notamment le « propos aussi obscur » de l'exposition, présentant de belles œuvres mais sans expliquer le lien entre elles. « L’exposition n’est donc satisfaisante ni pour les spécialistes, ni pour les amateurs, ni pour les profanes », insiste-t-il, tout en indiquant qu'il s'agit tout de même d'une superbe accumulation d'œuvres, qu'elles sont souvent de grande qualité, et que la muséographie sobre les met bien en valeur. Dans Télérama, Sophie Cachon ne lui attribue qu'un seul T : elle reconnait elle aussi la qualité des œuvres exposées mais y voit « un parcours austère par son propos très pointu et sa présentation un peu raide ». Pour La Croix, c'est « un propos ambitieux qui manque de pédagogie ».

## Publications

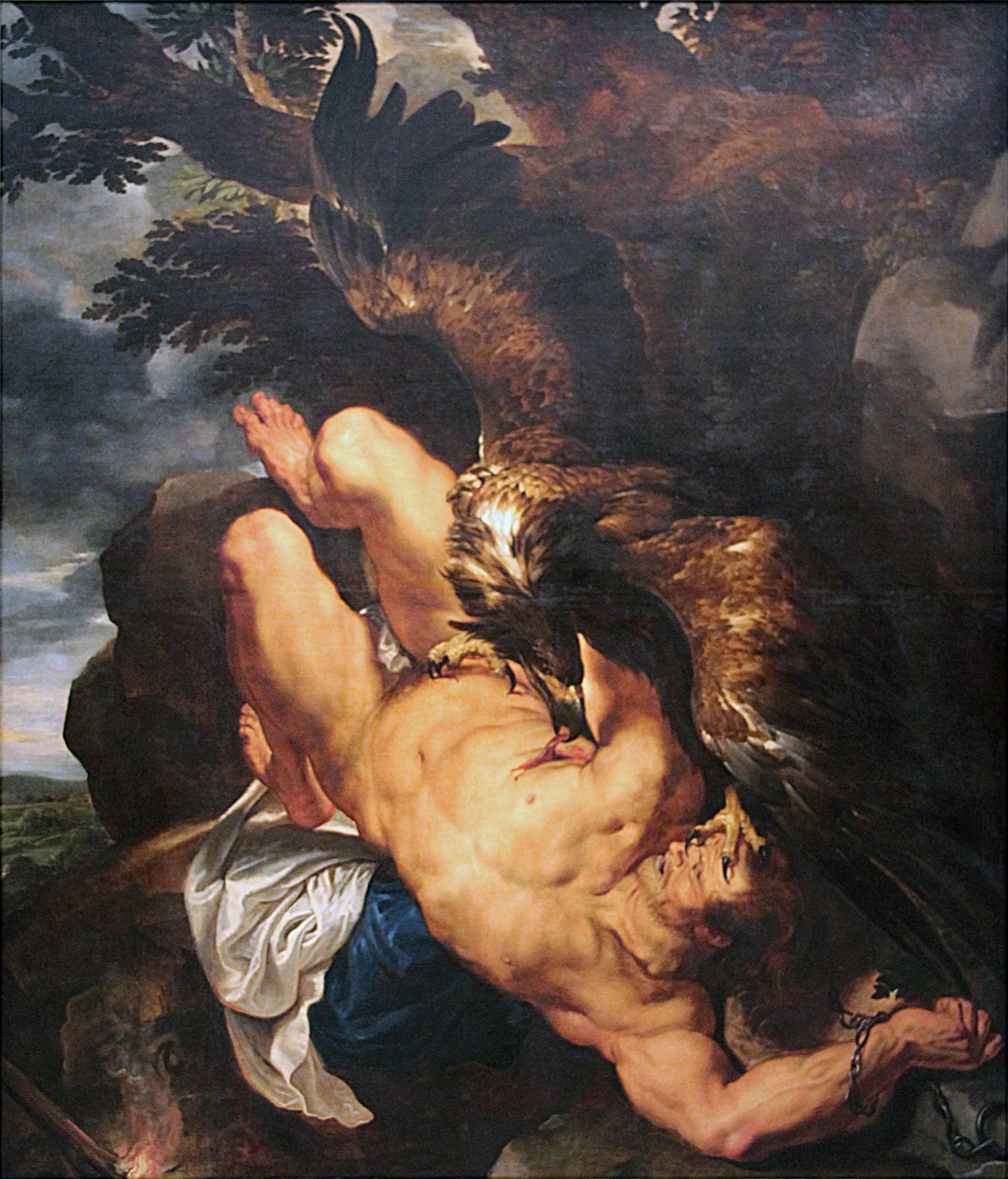
Prométhée supplicié.

Le catalogue de l'exposition est en vente au prix de 39 €. Sa couverture représente Prométhée supplicié, une peinture à l'huile commencée en 1611-1612 par Pierre Paul Rubens et Frans Snyders, terminée en 1618, de 242,6 centimètres de hauteur et 209,5 centimètres de largeur, appartenant au Philadelphia Museum of Art, à Philadelphie aux États-Unis.
Lucie Streiff-Rivail, chargée d'éditions au Louvre-Lens, indique que cet ouvrage de 362 pages a nécessité environ un an et demi de travail, son bon à tirer a été donné le 22 avril, avec un léger retard sur le planning établi, et les catalogues ont été livrés le 13 mai, soit un peu plus d'une semaine avant l'ouverture de l'exposition au public. Sa conception a nécessité l'intervention d'une trentaine de personnes. Lucie Streiff-Rivail décrit le catalogue comme étant « un document très haut de gamme », constitué de 700 000 signes.